# 인천도화초등학교
인천도화초등학교는 대한민국 인천광역시 미추홀구 도화동에 있는 공립 초등학교이다.

## 연혁
- 1946년 9월 24일 인천주안공립국민학교 도화분교장으로 개교
- 1947년 8월 20일 도화공립국민학교로 분리 승격
- 1949년 6월 28일 제1회 졸업식(45명)
- 1991년 9월 13일 본관 건물 24개 교실 개·증축
- 1991년 5월 20일 개교 50주년 교지 발간
- 1996년 3월 1일 인천도화초등학교로 개명
- 1997년 11월 28일 신축교사(교실 9실, 컴퓨터실, 어학실, 과학실)준공
- 1997년 12월 13일 급식소 개소
- 1998년 2월 11일 초 고속통신망 개통(E-1급)
- 1999년 3월 1일 장봉초등학교 분교장으로 흡수
- 2003년 7월 3일 English zone 개관
- 2003년 10월 16일 도화 책사랑 꿈터 개관
- 2007년 2월 15일 제59회 졸업식(254명) 총 졸업생-15,845명
- 2007년 3월 1일 장봉분교 삼목초등학교로 이관
- 2007년 3월 1일 본교 44학급 편성(특수학급 2학급 포함)
- 2007년 3월 2일 2007학년도 입학식(남148명 여104명 계252명)
- 2008년 2월 15일 제60회 졸업식(남129명 여121명 계250명 총16,095명)
- 2008년 3월 3일 본교 43학급 편성(특수학급 2학급 포함)
- 2008년 3월 3일 2008학년도 입학식(남 91명, 여 78명 계 169명)
- 2009년 2월 17일 제61회 졸업식(남128명 여90명 계 218명 총 졸업생 16,313명)
- 2010년 2월 12일 제62회 졸업식(남 99명, 여 100명 계 199명 총 졸업생 16512명)
- 2010년 3월 1일 41학급 편성
- 2011년 3월 1일 38학급 편성
- 2012년 2월 10일 제64회 졸업식(180명)
- 2012년 3월 1일 37학급 편성
- 2013년 2월 14일 제65회 졸업식(144명)
- 2013년 3월 1일 35학급 편성
- 2013년 5월 9일 꿈나래관(도화 다목적강당)개관 및 병설유치원 개원
- 2014년 2월 14일 제66회 졸업식(144명)
- 2014년 3월 1일 제23대 조남호 교장 부임
- 2014년 3월 1일 본교 35학급 편성
- 2015년 2월 13일 제67회 졸업식(총 121명(남자 58, 여 63명), 누계 17,358명)
- 2015년 3월 1일 36학급 편성(일반 35학급, 특수 1학급)
- 2015년 10월 5일 본관동 창호공사 및 화단 보수
- 2016년 2월 19일 제68회 졸업식(총 138명(남자 76명, 여자 62명), 누계 17496명)
- 2016년 3월 1일 38학급 편성(일반학급 37, 특수학급 1)
- 2016년 8월 17일 학교 시설 보수 (교사동 도장공사 및 운동장 스탠드 나무의자 설치)
- 2017년 1월 18일 진로 교육실 구축, 창의융합형 과학실 현대화 사업
- 2017년 2월 9일 제69회 졸업식(총 122명 (남자 51명, 여자 71명), 누계 : 17,618명)

## 참고 자료
- 인천도화초등학교 - 한국교육학술정보원 학교알리미